# Fouencamps
Fouencamps és un municipi francès situat al departament del Somme i a la regió dels Alts de França. L'any 2007 tenia 224 habitants.

## Demografia

### Població
El 2007 la població de fet de Fouencamps era de 224 persones. Hi havia 76 famílies de les quals 16 eren unipersonals (16 dones vivint soles i 16 dones vivint soles), 16 parelles sense fills, 40 parelles amb fills i 4 famílies monoparentals amb fills.
La població ha evolucionat segons el següent gràfic:
Habitants censats

### Habitatges
El 2007 hi havia 87 habitatges, 83 eren l'habitatge principal de la família i 4 estaven desocupats. 79 eren cases i 7 eren apartaments. Dels 83 habitatges principals, 63 estaven ocupats pels seus propietaris, 18 estaven llogats i ocupats pels llogaters i 2 estaven cedits a títol gratuït; 1 tenia una cambra, 3 en tenien dues, 11 en tenien tres, 16 en tenien quatre i 52 en tenien cinc o més. 58 habitatges disposaven pel capbaix d'una plaça de pàrquing. A 31 habitatges hi havia un automòbil i a 45 n'hi havia dos o més.

### Piràmide de població
La piràmide de població per edats i sexe el 2009 era:
| Homes | Edats   | Dones |
| ----- | ------- | ----- |
| 0     | 95 o +  | 0     |
| 0     | 90 a 94 | 0     |
| 4     | 85 a 89 | 4     |
| 0     | 80 a 84 | 0     |
| 0     | 75 a 79 | 0     |
| 0     | 70 a 74 | 4     |
| 4     | 65 a 69 | 0     |
| 8     | 60 a 64 | 8     |
| 0     | 55 a 59 | 4     |
| 4     | 50 a 54 | 4     |
| 24    | 45 a 49 | 0     |
| 12    | 40 a 44 | 24    |
| 8     | 35 a 39 | 12    |
| 12    | 30 a 34 | 8     |
| 8     | 25 a 29 | 4     |
| 4     | 20 a 24 | 0     |
| 4     | 15 a 19 | 24    |
| 16    | 10 a 14 | 16    |
| 12    | 5 a 9   | 16    |
| 0     | 0 a 4   | 4     |

## Economia

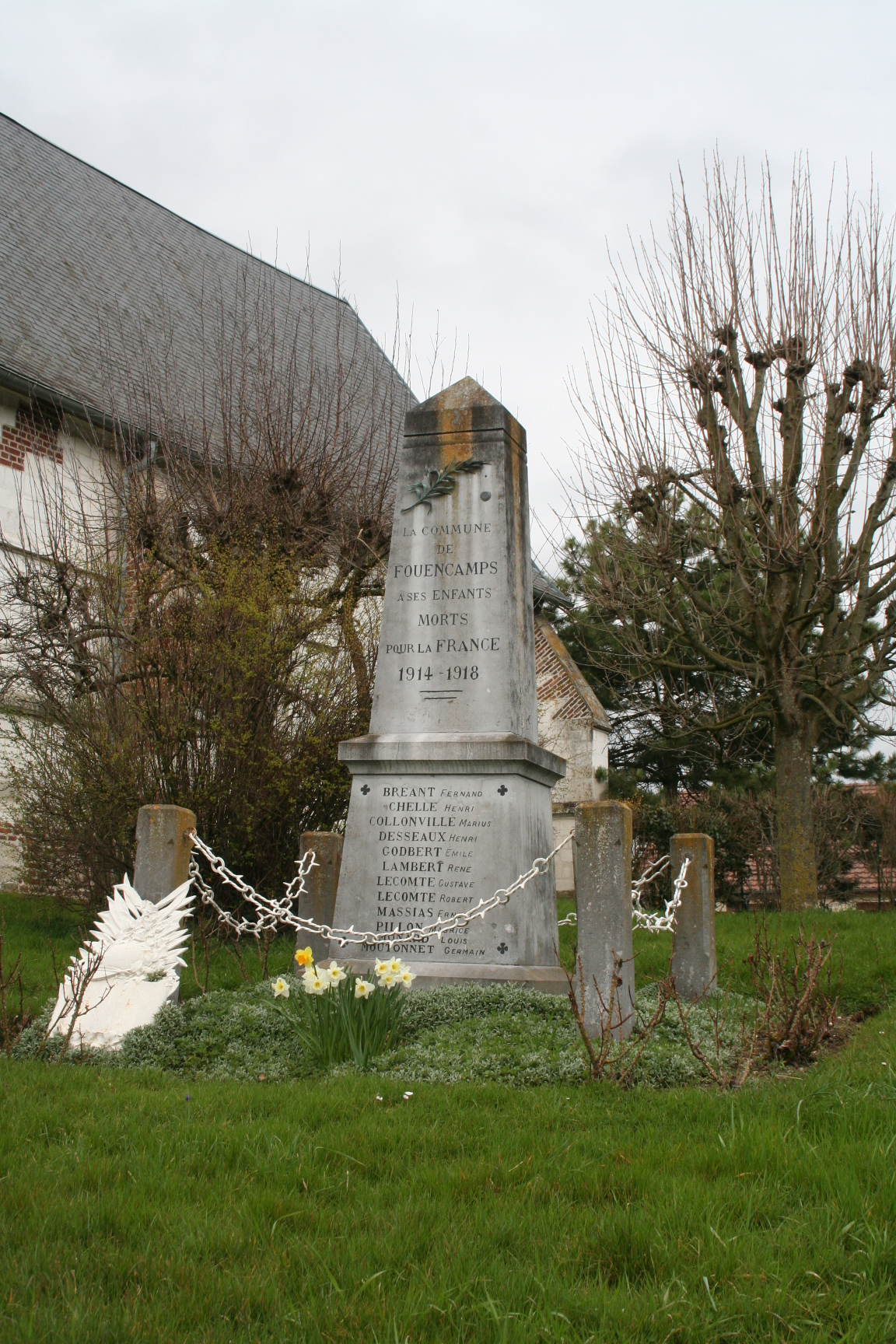

El 2007 la població en edat de treballar era de 165 persones, 125 eren actives i 40 eren inactives. De les 125 persones actives 116 estaven ocupades (64 homes i 52 dones) i 9 estaven aturades (3 homes i 6 dones). De les 40 persones inactives 8 estaven jubilades, 21 estaven estudiant i 11 estaven classificades com a «altres inactius».

### Ingressos
El 2009 a Fouencamps hi havia 85 unitats fiscals que integraven 238 persones, la mediana anual d'ingressos fiscals per persona era de 19.600 €.

### Activitats econòmiques
Dels 5 establiments que hi havia el 2007, 1 era d'una empresa d'hostatgeria i restauració, 1 d'una empresa immobiliària, 2 d'empreses de serveis i 1 d'una empresa classificada com a «altres activitats de serveis».
Dels 2 establiments de servei als particulars que hi havia el 2009, 1 era un restaurant i 1 saló de bellesa.
L'any 2000 a Fouencamps hi havia 3 explotacions agrícoles.

## Equipaments sanitaris i escolars
El 2009 hi havia una escola maternal integrada dins d'un grup escolar amb les comunes properes formant una escola dispersa.

## Poblacions més properes
El següent diagrama mostra les poblacions més properes.